# Michel Laugier
Pour les articles homonymes, voir Laugier.
Michel Laugier, né le 11 juillet 1956 à Aix-en-Provence, est un homme politique français. Membre de l'UDI, il est sénateur des Yvelines depuis 2017.

## Biographie
Après avoir étudié à la faculté de droit d'Aix-en-Provence, il est diplômé de l'École supérieure de journalisme de Paris.
De 1979 à 1982, il est journaliste à Toutes les nouvelles de Versailles, puis responsable de l'information régionale radio CVS (Canal Versailles Stéréo) jusqu'en 1986.
De 1987 à 1989, il est responsable des relations publiques de la mairie de Montigny-le-Bretonneux. En 1990, il est nommé Directeur régional Île-de-France Avenir Publicité. En 1993, il devient directeur de cabinet de Nicolas About, maire de Montigny-le-Bretonneux.

## Parcours politique

### Mandats locaux
- 2001 - 2004 : 1er adjoint au maire délégué à l'action sociale, au logement, aux personnes âgées et aux handicapés.
- 2004 - 2017 : Maire de Montigny-le-Bretonneux
- 2001 - 2014 : Vice-président de la communauté d'agglomération de Saint-Quentin-en-Yvelines
- 2014 - 2017 : Président de l'Agglomération de Saint-Quentin-en-Yvelines.
- 2015 - 2021 : Conseiller départemental des Yvelines.

En 2017, touché par la loi sur le non-cumul des mandats, il quitte ses fonctions de maire de Montigny-le-Bretonneux et de président de l'Agglomération de Saint-Quentin-en-Yvelines.

### Mandats nationaux
Il est élu sénateur des Yvelines le 24 septembre 2017. Il est apparenté au groupe Union Centriste.
Il est membre de la commission de la culture, de l’éducation et de la communication, rapporteur budgétaire pour la presse, administrateur de la chaîne Public Sénat, président délégué du groupe France-Madagascar et pays de l'océan indien. Le 1er décembre 2024, il est nommé président par intérim de Public Sénat en sa qualité de doyen d'âge des administrateurs de la chaîne après la démission de Christopher Baldelli.

## Distinctions
Michel Laugier est nommé chevalier dans l'ordre national du Mérite le 14 novembre 2002.